# Revista de Informação Legislativa
A Revista de Informação Legislativa é um periódico brasileiro de publicação trimestral editada pelo Senado Federal do Brasil pela sua Subsecretaria de Edições Técnicas.

## História

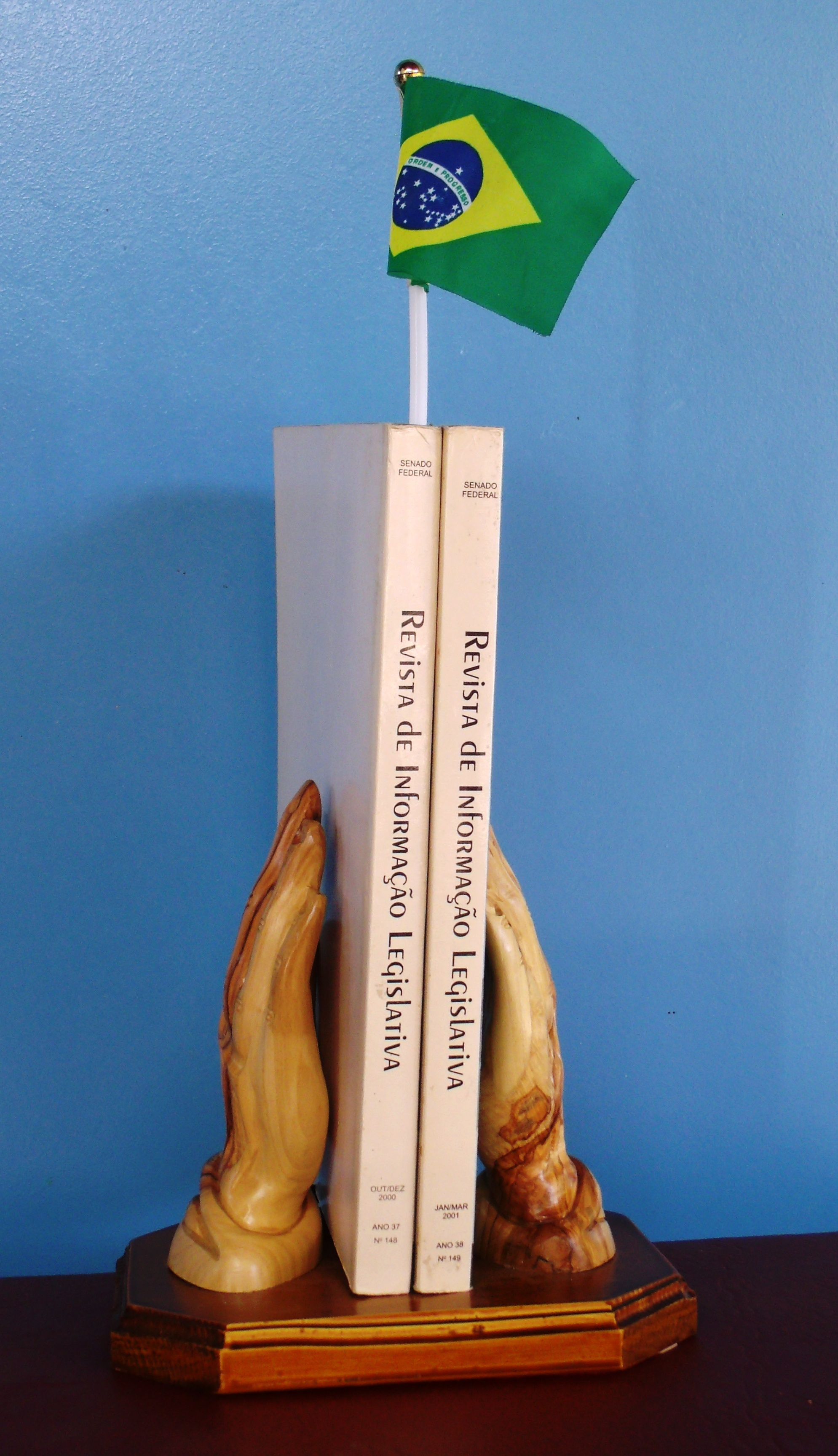
Duas edições expostas em uma biblioteca municipal

Criada em 1940 e publicada com regularidade trimestral a partir de 1964 versada em artigos de cientistas da doutrina jurídica e de temas conexos do Direito, Ddministração Pública, História e outros temas que são postos e debate no Congresso Nacional.